# ژوزه-ماریا دو اردیا
ژوزه-ماریا دو اردیا (به فرانسوی: José-Maria de Heredia) شاعر قرن نوزدهم میلادی اهل فرانسه است.